# Барберо, Карлос
Карлос Барберо Куэста (исп. Carlos Barbero Cuesta; род. 29 апреля 1991, Бургос, автономное сообщество Кастилия-Леон, Испания) — испанский профессиональный шоссейный велогонщик, выступающий за команду NTT Pro Cycling.

## Достижения
2013
1-й  Этап 2 Ronde de l'Isard
1-й  Молодёжная классификация Вуэльта Бургоса
5-й Вуэльта Кастилии и Леона
6-й Средиземноморские игры в групповой гонке
9-й Вольта Алентежу
2014
1-й  Вольта Алентежу
1-й  Очковая классификация
1-й Circuito de Getxo
3-й Чемпионате Испании в групповой гонке
3-й Вуэльта Риохи
10-й Тур дю Луар и Шер
10-й Ronde de l'Oise
2015
1-й Этап 1 и 4 Tour de Beauce
1-й Международный чемпионат Филадельфии по велоспорту
1-й Этап 2 Vuelta a la Comunidad de Madrid
1-й Этап 1 Вуэльта Бургоса
2-й Чемпионате Испании в групповой гонке
3-й Классика Примавера
3-й Circuito de Getxo
4-й Вуэльта Риохи
2016
2-й Вуэльта Риохи
3-й Кубок Сабатини
4-й Кубок Бернокки
6-й Grand Prix d'Ouverture La Marseillaise
6-й Классика Примавера
8-й Тур Вандеи
2017
1-й  Вольта Алентежу
1-й  Очковая классификация
1-й Circuito de Getxo
1-й Этап 2 Vuelta a la Comunidad de Madrid
1-й Этап 3  Вуэльта Кастилии и Леона
1-й Этап 4 Вуэльта Бургоса
4-й Классика Альмерии
5-й Чемпионате Испании в групповой гонке
8-й Вуэльта Риохи

## Статистика выступлений

### Гранд-туры
| Гонка   | 2015 | 2016 | 2017 | 2018 |
| ------- | ---- | ---- | ---- | ---- |
| Джиро   | —    | —    | —    |      |
| Тур     | —    | —    | —    |      |
| Вуэльта | 149  | —    | —    |      |